# Pioneer–13
Pioneer–13 vagy Pioneer Venus Multiprobe (angolul: úttörő) amerikai mesterséges bolygó, amelyet a Pioneer-program keretében utolsónak indították a Vénusz körzetébe, bolygóközi szonda.

## Küldetés
Kutatási cél a Föld és a Vénusz közötti tér kozmikus sugárzás intenzitásának mérése, a bolygóközi tér és a napszél tanulmányozása, a rádióhullámok terjedésének vizsgálata. Közvetlen adatgyűjtés a Vénuszról. Szállítóeszközként is szolgált, magával vitt egy nagy és három kicsi légkörkutató szondát.

## Jellemzői
Az űreszközt a Hughes Aircraft Co., a Space and Communications Group és a CA. Üzemeltetője a NASA Ames Research Center (ARC), Moffett Field, CA.
1978. augusztus 8-án a Air Force Missile Test Center indítóállomásról, a 13. sikeres starttal egy Atlas–Centaur hordozórakétával állították Föld körüli pályára. Háromtengelyű forgásstabilizált eszköz.
A rakétahajtómű beindításával sikerült elérni a második kozmikus sebességet, az űreszköz rátért a kijelölt pályára. Pályája során forgásszabályozást (stabilizálást) illetve pályakorrekciót hajtottak végre hideggáz fúvókák segítségével. Rendelkezésre állt a Vénusz megkerüléséhez szükséges fékező-rakétahajtómű, a szükséges üzemanyaggal.
A hengeres test átmérője 2,5 méter, magassága 1,2 méter. A hengeres test tartalmazta a tudományos műszereket (hőmérséklet mérő, az akkumulátorokat, a telekommunikációs rendszert, a műszereket – tömegspektrométer,- mikrometeorit mérő,- légkörvizsgáló). A henger kúpos teteje tárolta a nagy és a három kicsi légkörkutató szondát. A henger falára rögzítették a rúdantennát, hossza 2,9 méter, a körsugárzó antennát, a dipól antennát
Hasznos induló tömege 875, Vénuszhoz érve 290 kilogramm plusz a légkörkutatók 585 kilogramm súlya. Az energiaellátást a köpenyre szerelt napelemek, valamint nikkel-kadmium (NiCd) akkumulátorok biztosították. A mért adatokat 12 különböző sebességgel sugározta, illetve a szükséges ideig (vételi lehetőség) tárolta, technikai eszközeivel segítette a légkör szondák adatainak továbbítását. A belső hőmérsékletet stabilizálták, műszerállománya: szcintillációs spektrométer,- foto-sugárzásmérő,- tömegspektrométer,- magnetométer,- ultraibolya spektrométer,- infravörös sugárzásmérő,- napszél analizátor, doppler mérési rendszerek.

### Pioneer–13–1
1978. november 16-án indították önálló szolgálati útjára, de csak december 9-én a Vénusz légkörébe érve 120 kilométer magasságból kezdte meg mérési adatainak továbbítását.
Tömege 316 kilogramm, egy gömbtartály 73,2 centiméter átmérőjű nyomástartó, titán anyagú műszerházban 7 tudományos kísérletre alkalmas műszer volt beépítve. Műszerei: tömegspektrométer,- gázkromatográf,- napszél sugárzásmérő,- infravörös sugárzásmérő,- mikrometeorit mérő,- felhőzet vizsgáló műszer,- gyorsulásérzékelők). Energiaellátását ezüst-cink (AgZn) akkumulátor biztosította, feltöltéséről az anya bolygó gondoskodott. 11,5 kilométer/másodperces sebességgel érkezve, a hővédő anyaggal burkolt leereszkedő felülete 78 kilométer magasságig fékezte. A hővédő pajzs ledobása után 68 kilométer magasságban a leereszkedő sebesség 680 kilométer/órára csökkent, egy 4.9 méter átmérőjű ejtőernyőt nyitott, további sebesség csökkentést elérve. 47 kilométer magasságban megválva az ejtőernyőtől, 39 perces fékezetlen zuhanással csapódott a Vénusz felszínébe. Megsemmisülésig sugározta adatait.

### Közös jellemzők
Kis egységek megjelölése Pioneer–13–2, Pioneer–13–3 és Pioneer–13–4.
A három kicsi szondát november 20-án állították kutatói pályára. A Vénuszt 120 kilométerre megközelítve kezdték meg méréseit.
Műszertartályuk gömbölyű, titánból készült, nyomástartó, tömege 93 kilogramm, átmérője 45 centiméter volt. 7 db, mérőegységgel rendelkezett. Hővédő pajzsa segítette élettartamát, a kinyíló műszerajtó fékező lapátként szolgált. Forgásstabilizált egységek. Energiaellátását ezüst-cink (AgZn) akkumulátor biztosította, feltöltéséről az anya bolygó gondoskodott. Adatainak továbbítását az anya egység kommunikációs rendszere biztosította.
Nem rendelkeztek leszálló egységgel. Feladatuk a vénuszi légkör vizsgálata, a bolygó különböző részein. Műszereik: felhőzet vizsgáló műszer (hőmérséklet, nyomás, gyorsulás, sugárzás, áramlási folyamat, összetétel, rádióhullám terjedés). Megsemmisülésig sugározták adataikat.

#### Pioneer–13–2
Közel 42 000 kilométer/óra sebességgel közelített a Vénuszhoz. Időzítő készüléke aktivizálta, megkezdte adatszolgáltatását. 70 kilométer közelségben kinyitotta a hátsó ajtókat. Fékezése aerodinamikai volt, az éjszakai oldalon csapódott a felszínbe.

#### Pioneer–13–3
Közel 42 000 kilométer/óra sebességgel közelített a Vénuszhoz. Időzítő készüléke aktivizálta, megkezdte adatszolgáltatását. 70 kilométer közelségben kinyitotta a hátsó ajtókat. Fékezése aerodinamikai volt, az éjszakai oldalon csapódott a felszínbe.

#### Pioneer–13–4
Közel 42 000 kilométer/óra sebességgel közelített a Vénuszhoz. Időzítő készüléke aktivizálta, megkezdte adatszolgáltatását. 70 kilométer közelségben kinyitotta a hátsó ajtókat. Fékezése aerodinamikai volt, az éjszakai oldalon csapódott a felszínbe. Várakozásoktól eltérve a becsapódáskor életben maradt, a Vénusz felszínéről is szolgáltatott adatokat. Túlmelegedés következtében 57 perc után megszűnt az adása.
A négy légkörszonda és a hordozóeszközként is szereplő bolygóközi szonda december 9-én belépett a Vénusz légkörébe. Az anya szonda (reléállomás) 165 kilométer magasságban még sugárzott adatokat, majd megsemmisült.

## Külső hivatkozások
- Pioneer–13. skyrocket.de. (Hozzáférés: 2013. január 1.)
- Pioneer–13. lib.cas.cz. [2013. október 13-i dátummal az eredetiből archiválva]. (Hozzáférés: 2013. január 1.)

| Elődje: Pioneer–12 | Pioneer-program 1965–1978 | Utódja: Program vége |